# Monique Uldaric
Monique Uldaric, née en 1954, est une reine de beauté française, élue Miss Réunion 1975 puis Miss France 1976. Elle est la 46e Miss France.

## Miss France

### Élection
L'élection de Miss France 1976 se déroule le 27 décembre 1975, au théâtre de l'Agora d'Évry-Ville-Nouvelle, dans l'Essonne. Michel Boscher, député-maire d'Évry et président du district de la région parisienne, préside l'élection.
Monique Uldaric, Miss Réunion, vendeuse de 22 ans originaire de Saint-Pierre (La Réunion), est élue Miss France 1976. Elle est brune et mesure 1,72 m. Elle est la première Miss Réunion élue Miss France.

### Année de Miss France
Elle représente la France aux concours Miss Univers, le 11 juillet 1976 à Hong Kong, et Miss Monde, le 18 novembre 1976 au Royal Albert Hall de Londres. Dans les deux concours, elle n'est pas classée.